# حزقيال أوروزكو
حزقيال أوروزكو (بالإسبانية: Ezequiel Orozco)‏ (23 نوفمبر 1988 في المكسيك - 16 مارس 2018 في المكسيك) هو لاعب كرة قدم مكسيكي في مركز الهجوم. لعب مع أتلانتي إف سي ونادي تشياباس ونادي نيكاكسا.

## وصلات خارجية
- حزقيال أوروزكو على موقع قاعدة بيانات كرة القدم.إي يو (الإنجليزية)
- حزقيال أوروزكو على موقع Soccerway.com (الإنجليزية)